# 今市子
今市子（日语：今 市子，羅馬化：Ima Ichiko，4月11日—），日本漫畫家，富山縣冰見市出身，女性。

## 簡歷
今市子畢業於東京女子大學，於1993年在「コミックイマージュ vol.6」（白夜書房）刊載而出道成為漫畫家。她在大學時代曾參與八期東京女子大學漫畫研究會會刊「やっはるーっ」，初次登場前後在「ななつのこ合唱団」小組做同人活動，當時發表的作品不少是近來商業誌作品的原型。1995年，她經「Nemuki vol.23」（朝日Sonorama）開始連載漫畫『百鬼夜行抄』至今，而擔任漫畫家助手經驗亦相當豐富，曾為森川久美、山岸子、宮脇明子及ささやななえ的助手。
「今市子」此筆名源自訓讀「イマイチ」，是她跟朋友討論後才決定。至於其漫畫風格大多受萩尾望都影響，代表作有《百鬼夜行抄》、《沉浸在彼方的幸福》、《樂園在身邊》等，題材方面則包括恐怖、BL、奇幻、文鳥等。還有一如她在作品《文鳥様と私》中所描繪的自己，是個與超過十隻文鳥及十姊妹共同生活的愛鳥人士。

## 作品映象化及獲獎歷程
- 2001年1月 - 《我要去旅行》曾被「世界奇妙物語」映象化（稻垣吾郎主演）。
- 2005年12月 - 《百鬼夜行抄》入選「第九屆日本新媒體動漫藝術節」漫畫類審查委員會推薦作品。
- 2006年12月 - 《百鬼夜行抄》獲「第十屆日本新媒體動漫藝術節」漫畫部門優秀賞。[3]
- 2007年2月 - 日本電視台預定將《百鬼夜行抄』》連續劇化。

## 作品

### 漫畫
（作品順序按日本原出版社排列。其作品在台灣分別由東立出版社、大然文化、尖端出版社出版。）
 Aoba出版 
- 不笑的人魚 （ ，1996年、COO、OAKLA出版（日语：オークラ出版））
- 青髭の友人（1997年、COO）
- 真夏の城（1998年、COO）
- 文鳥與我（文鳥様と私，1996年 - ）

朝日Sonorama
- マイ・ビューティフル・グリーンパレス（1993年、コミックイマージュ、白夜書房）
- 昼の月（1994年、眠れぬ夜の奇妙な話、朝日ソノラマ）
- 眠りにつく前牛乳を（1994年、ネムキ、朝日ソノラマ）
- 花的記憶（懐かしい花の思い出，1994年、ネムキ）
- 精進おとしの客（1994年、ネムキ）
- 我要去旅行（僕は旅をする，1994年、ネムキ）
- 百鬼夜行抄（百鬼夜行抄，1995年 - 連載中、ネムキ）
- 砂上的樂園（砂の上の楽園，1996年、ネムキ）
- 雨になればいい（1996年、ネムキ）
- 夜の森の底に（1997年、ネムキ）
- 赤い袖（1998年、ネムキ）
- 真夜中の食卓（1999年、ネムキ増刊・今市子特集号）
- 沈黙（2000年、ネムキ）
- 遺影がない！（2000年、ネムキ増刊・大ピンチ！）
- 孤島的公主（孤島の姫君，2001年、ネムキ）
- 美しき獣たち（2006年）

一水社
- 愛情遊戲（GAME，1993年－1996年、Xi〔ザイ〕 → homme〔オム〕、一水社）- 2006年に祥伝社より再販

雜草社
- 五箱物語（五つの箱の物語，1995年－1996年、小説イマージュクラブ、白夜書房）
- 図書館で会いたい（1993年、コミックイマージュ、白夜書房）
- 我們的季節（1993年、コミックイマージュ）
- へんなやつら（1994年、コミックイマージュ）
- 花曇り（1995年、コミックイマージュDX、白夜書房）

集英社
- 弒雲之男（雲を殺した男，幻想ファンタジー、発行：ホーム社・出版：集英社）
- 岸邊之歌（岸辺の唄，2000年－2001年、コミックアイズ、発行：ホーム社・出版：集英社）

祥傳社
- 愛情遊戲（GAME，1993年－1996年、Xi〔ザイ〕 → homme〔オム〕、一水社（日语：一水社））

德間書店
- 幻月樓奇譚（幻月楼奇譚，Chara、德間書店）

Frontier Works
- 相遇太早（いとこ同士）
- B級美食俱樂部（B級グルメ倶楽部）

芳文社
- 成人的問題（大人の問題，1995年－1997年、花音（日语：花音 (漫画雑誌)）、芳文社）
- 沉浸在彼方的幸福（あしながおじさん達の行方，1998年－1999年、花音、芳文社）
- 樂園在身邊（楽園まであともうちょっと，前譯「愛上人生極樂園」，花音、芳文社）

Movic
- 相遇太早（いとこ同士 - 2006年にFrontier Worksから再販）

少年畫報社
- 星夜奇譚（夜と星のむこう，2007年）

### 畫集
- 夕景 今市子画集（1999年、朝日ソノラマ）
- 画集〔百鬼夜行抄〕（2002年、朝日ソノラマ）
- 百鬼夜行抄イラストコレクション（2004年、朝日ソノラマ）
- 大人の塗り絵画集―花と文鳥（2006年、あおば出版)
- 画集〔百鬼夜行抄〕・第二集　夜隠（2006年、朝日ソノラマ）

### 雜誌
- ネムキ10月号増刊 今市子特集号（1999年、朝日ソノラマ）
- ネムキ9月号増刊 百鬼夜行抄特集号（2006年、朝日ソノラマ）

## 師匠
- 森川久美（日语：森川久美）
- 山岸涼子
- 宮脇明子（日语：宮脇明子）
- Nanae Sasaya（日语：ささやななえこ）

## 外部連結（連載中作品）
每號連載
- （日語）朝日新聞出版（页面存档备份，存于） - 《百鬼夜行抄》 Nemuki 偶數月13日發售
- （日語）Bbmfマガジン - 《文鳥様和我》 MYSTERYsara 每月13日發售
- （日語）日本文芸社（页面存档备份，存于） - 《萌えの死角》 花恋 奇數月30日發售
- （日語）ホーム社 - 《岸辺の唄》系列 幻想ラビリンス 年2回春秋發售（同人選集）

不定期連載
- （日語）少年畫報社（页面存档备份，存于） - 《夜と星のむこう》 YOUNG KING OURs 每月30日發售
- （日語）徳間書店（页面存档备份，存于） - 《幻月楼奇譚》 Chara（日语：Chara (雑誌)） 偶數月22日發售
- （日語）芳文社 - 《僕のやさしいお兄さん》 花音（日语：花音 (漫画雑誌)） 每月14日發售
- （日語）フロンティアワークス（页面存档备份，存于） - 《B級グルメ倶楽部》 daria 偶數月22日發售